# Saved My Life
Saved My Life è un singolo della cantautrice australiana Sia, pubblicato il 2 maggio 2020.
Il brano è stato scritto dalla stessa interprete insieme a Dua Lipa e Greg Kurstin ed è stato prodotto da quest'ultimo.

## Pubblicazione
La cantante aveva già presentato il brano una settimana prima della pubblicazione, in occasione dell'evento di beneficenza virtuale  COVID is No Joke Live. I ricavi del singolo sono a beneficio delle organizzazioni Americares e CORE Response.

## Classifiche
| Classifica (2020) | Posizione massima |
| ----------------- | ----------------- |
| Svizzera          | 79                |